# Публий Юлий Скапула Приск
Публий Юлий Скапула Приск (на латински: Publius Iulius Scapula Priscus) e политик и сенатор на Римската империя през края на 2 век.
През 192 г. той е суфектконсул заедно с Квинт Тиней Сакердот.
Един друг Публий Юлий Скапула Тертул Приск е консул през 195 г. заедно с Квинт Тиней Клемент.